# Bletogona unicolor
Bletogona unicolor är en fjärilsart som beskrevs av Martin 1929. Bletogona unicolor ingår i släktet Bletogona och familjen praktfjärilar. Inga underarter finns listade i Catalogue of Life.